# Costituzione (pirofregata)
La Costituzione è stata una pirofregata di II rango a ruote della Regia Marina, già della Marina del Regno di Sardegna.

## Storia
Impostata nel 1848 nei cantieri Pitcher North come piroscafo passeggeri per conto della «Peninsular & Navigation S. S. Navigation Company», la nave avrebbe dovuto originariamente chiamarsi Gange. Durante la costruzione venne tuttavia acquistata dalla Marina del Regno di Sardegna e fu quindi completata come pirofregata a ruote con il nome di Costituzione.
Nell'aprile 1855, durante la guerra di Crimea, la Costituzione fece parte della Divisione Navale sarda inviata in Crimea (forte complessivamente di 23 navi di vario tipo, 126 pezzi d’artiglieria e 2574 uomini) e prese parte alle operazioni di tale guerra: svolse (anche all'inizio del 1855, prima della formazione della Divisione) alcune missioni di trasporto (tra l'altro, anche di materiale ospedaliero e sanitario) tra Genova e Balaklava, ed in un'occasione prestò soccorso, insieme ad un'altra pirofregata sarda, la Carlo Alberto, al piroscafo britannico Manila, a bordo del quale era scoppiato un incendio.
Nell'agosto del 1860 la Costituzione, durante la spedizione dei Mille, fu inviata in missione segreta a Salerno per trasportare rifornimenti destinati alle truppe di Garibaldi. Sempre nell'ambito di tali operazioni, nel settembre dello stesso anno, la pirofregata trasportò e sbarcò a Napoli due battaglioni di fanteria.
Aggregata poi alla squadra comandata dall'ammiraglio Persano, la Costituzione lasciò Napoli il 13 (per altre fonti 11) settembre 1860 per partecipare all'assedio di Ancona. Il 16 settembre la squadra giunse nei pressi del capoluogo marchigiano e fu la Costituzione ad essere inviata in ricognizione, riferendo all'ammiraglio Persano l'assenza di unità da guerra nel porto di Ancona. La formazione di Persano diresse quindi per Rimini e poi Senigallia per cercare il generale Fanti, col quale l'ammiraglio avrebbe dovuto concordare le operazioni per occupare la piazzaforte marchigiana; il generale si era tuttavia già spostato con le sue truppe a Castelfidardo, e qui lo contattò Persano. Il 18 settembre, pianificato l'attacco, la flotta italiana fece la sua comparsa nelle acque di Ancona, venendo fatta segno del tiro delle fortezze difensive ed aprendo quindi a sua volta il fuoco. In questa prima azione di bombardamento venne pesantemente danneggiata la batteria di Colle Cappuccini, ma alcune cannonate caddero anche sulla città provocando la morte di una donna e due bambini. Il 20 settembre fu posto il blocco navale (eccezion fatta solo per la pesca), mentre il 22 ed il 23 furono effettuate nuove azioni di bombardamento, dirette principalmente contro la batteria del Cardeto. Il 25 ed il 26 settembre vennero fatti tentativi con squadre che su scialuppe sbarcarono per rimuovere le catene che impedivano alle navi italiane l'accesso nel porto, ma in entrambi i casi le squadre italiane furono scoperte e dovettero ritirarsi. La situazione per le navi italiane stava inoltre divenendo piuttosto precaria: il carbone iniziava a scarseggiare e mancavano approdi per poter effettuare eventuali riparazioni. All'una del pomeriggio del 28 settembre Costituzione, Governolo ed una terza pirofregata, la Vittorio Emanuele, si ormeggiarono nei pressi della potente fortezza della Lanterna e, nonostante il continuo cannoneggiamento da parte del forte ed il vento di scirocco che complicava l'operazione, le tre navi (rinforzate poi dalla pirofregata Carlo Alberto), danneggiarono pesantemente la Lanterna ed affondarono tutte le imbarcazioni ormeggiate nei suoi pressi; infine la Vittorio Emanuele, avvicinatasi ulteriormente, colpì il deposito munizioni del forte, che saltò in aria (rimasero uccisi 125 artiglieri su 150), tra le cause principali della resa della città, avvenuta l'indomani.
Pochi mesi dopo la Costituzione (agli ordini del capitano di fregata Alessandro Wright) partecipò al bombardamento ed alla presa di un’altra piazzaforte marittima, quella di Gaeta. Dal 18 al 21 gennaio 1861 la pirofregata fu in crociera di vigilanza tra Castellone e Mola di Gaeta nell'ambito del blocco navale imposto alla città, mentre il 22 fu inviata a bombardare la batteria di Punta Santa Maria o Stendardo. Nel corso di tale giornata le navi italiane, salpate alle 9.30, effettuarono un primo cannoneggiamento dalle 10.30 a mezzogiorno, poi reiterarono l'azione nel pomeriggio: in tutto vennero sparati circa 4.000 proiettili. Gran parte delle unità della flotta, inclusa la Costituzione, riportarono dei danni a causa del tiro delle fortezze borboniche, mentre nel cannoneggiamento delle navi italiane fu affondato l'avviso borbonico Etna. Durante l'assedio di Gaeta, la Costituzione dapprima cannoneggiò le fortezze più interne della città dalla zona del faro, unitamente alle fregate Carlo Alberto e Vittorio Emanuele ed alla pirocorvetta Monzambano, poi, in seguito al grave danneggiamento delle cannoniere Vinzaglio e Confienza, fu inviata in loro sostituzione a rinforzare le unità (pirofregata Garibaldi e cannoniera Veloce) impegnate nel bombardamento delle opere esterne. Nei giorni successivi la Costituzione prese parte ad altre azioni di bombardamento contro il forte di Monte Orlando, sino alla resa di Gaeta, avvenuta il 13 febbraio 1861 in seguito all'esplosione del deposito munizioni «Transilvania». Tredici membri dell'equipaggio della Costituzione, incluso il comandante Wright, vennero decorati di Medaglia d'argento al valor militare in seguito agli eventi di Gaeta.
Il 17 marzo 1861, con la nascita della Regia Marina, la Costituzione venne iscritta nei ruoli della nuova Marina.
Nel 1863 la nave venne riclassificata pirocorvetta di I ordine a ruote. L'armamento venne rivisto, venendo ridotto a 6 pezzi da 160 mm di cui 4 a canna liscia e 2 a canna rigata.
Nel settembre 1866 la Costituzione fu inviata a Palermo ove sbarcò truppe mandate a reprimere l'insurrezione scoppiata nel capoluogo siciliano, rientrando poi a Genova.
Disarmata nel 1872, l'ormai vecchia unità venne radiata nel 1875 ed avviata alla demolizione due anni più tardi.